# Полномочное Представительство Республики Башкортостан при президенте Российской Федерации
Полномочное Представительство Республики Башкортостан при президенте Российской Федерации (Башкирское Представительство, баш. Башҡортостан Республикаһының Рәсәй Федерацияһы Президенты ҡарамағындағы Тулы хоҡуҡлы вәкиллеге) — государственный орган Башкортостана. Входит в систему исполнительной власти республики и действует под руководством Правительства Башкортостана.

## Предыстория
В соответствии с пунктом 14 «Соглашения центральной Советской власти с Башкирским Правительством о Советской Автономной Башкирии» от 20 марта 1919 года создаётся Башкирское Представительство в Москве при Правительстве РСФСР.
Полномочные представители назначались Башкирским ревкомом, позднее БашЦИКом БАССР. В представительстве в разные годы работали от 11 до 101 сотрудника. Первыми руководителями Представительства стали бывшие члены Башкирского Правительства — Абдулла Адигамов и Абдрашит Бикбавов. Далее эти должности исполняют Г. Г. Куватов, Ш. М. Даутов, Ш. А. Манатов, И. Х. Сабитов и другие.
Представительству вменялось в обязанность поддерживать и укреплять условия Соглашения, защищать интересы республики на всех уровнях и во всех центральных органах. В общем положении о представительстве Автономной Башкирской Советской республики указывалось, что его члены могли участвовать во всех заседаниях ВЦИК, СНК и наркоматов с правом совещатального голоса. Также в нём отдельными пунктами указывалось следующее:

«При распределении продуктов промышленности, вырабатываемыми как фабриками, заводами и другими предприятиями РСФСР, так и доставляемыми через товарообмен из-за границы, настаивать на полном наделении БССР причитающейся долей, при распределении же предметов промышленности, вырабатываемыми на территории Башкирии, настаивать, чтобы нужды и запросы БССР, согласно параграфу 5 Соглашения от 23 марта 1919 года, удовлетворялись в первую очередь.
Наблюдать, чтобы отдельная Башкирская Армия и отдельные войсковые части, выставляемые БССР в целях укрепления Советской власти и Башкирии и борьбы против Российской и мировой контрреволюции, использовались по своему назначению и чтобы войсковые части не терпели ни в чем нужды и получали необходимое им обмундирование, довольствие и снаряжение, а равно надлежащее воспособление из общероссийского военного фонда.
Настаивать перед РСФСР, чтобы БССР своевременно снабжалось денежными знаками.

По поводу, неправомерных, вопреки соглашениям, действий органов власти РСФСР представители БССР, должны немедленно довести до сведения ВЦИК и Отдела внешних сношений БССР с подробным изложением оснований и мотивов протеста.»— История Представительства
В течение 1919—1920 гг. в Москве учреждаются представительства других автономных республик и областей, но постановлением ВЦИК РСФСР от 22 мая 1920 года они все упраздняются и становятся отделами Народного комиссариата по делам национальностей. Но Башкирское Представительство продолжает работать в том же режиме и в соответствии с «Соглашением…». Во время голода 1921—1922 гг., представительство занималось снабжением республики продовольствием. В целом, Башкирское Представительство сыграла большую роль в становлении республики, в решениях национально-государственном строительстве, территориального устройства, установлении связей органов автономии с центральными властями.
Авторитетность представительства было столь велико, что 8 августа 1924 года Башсовнарком «категорически предложил всем Наркоматам и центральным учреждениям БАССР все вопросы, требующие разрешения центральными органами РСФСР направлять исключительно через Башпредство».
Постановлением СНК Башкирской АССР от 18 ноября 1924 года все существовавшие в то время представительства промышленных и торговых организаций, объединяются в «Башкирская государственная комиссионная контора в Москве» («Башторгпредство») при Башкирском Представительстве. Постановлением Президиума БашЦИКа от 9 марта эти органы были объединены в одно представительство, которое просуществовало до его ликвидации центральными властями в 1938 году.

## Современность
15 января 1991 года Совет Министров Башкирской ССР издаёт постановление о «Об учреждении Постоянного представительства Республики Башкортостан при президенте РФ».
От 25 февраля 1992 году вышел Указ президента РФ № 188 «О Постоянном представительстве Республики Башкортостан при президенте Российской Федерации»:

1. В целях обеспечения взаимодействия высших исполнительных органов власти Российской Федерации и Республики Башкортостан учреждается Постоянное представительство Республики Башкортостан при президенте Российской Федерации.
2. Государственному комитету Российской Федерации по управлению государственным имуществом изыскать возможность предоставления Республике Башкортостан отдельно стоящего здания в г. Москве с последующим выкупом для размещения Постоянного представительства Республики Башкортостан.

3. Поручить Государственному советнику Российской Федерации — Секретарю Комиссии при президенте Российской Федерации по разработке предложений по статусу, структуре и порядку деятельности Совета безопасности Российской Федерации Ю. В. Скокову обеспечить координацию взаимодействия Правительства Республики Башкортостан с Администрацией президента Российской Федерации.— Текст документа
Согласно п. 23 ст. 87 Конституции Башкортостана Полномочный представитель при президенте Российской Федерации назначается и отзывается Главой Республики Башкортостан.
В 1994 году оно стало называться «Полномочным представительством Республики Башкортостан в г. Москве», с 2000 года — «Полномочным представительством Республики Башкортостан при президенте Российской Федерации».

## Интересные факты
Республика Башкортостан также имеет следующие Представительства:
- в  Австрии (г. Вена);
- в  Казахстане (г. Астана)[3];
- в  Республике Крым (г. Симферополь)[4];
- в  Турции (г. Стамбул);
- в  Санкт-Петербурге;
- в  Челябинской области (гг. Магнитогорск и Челябинск).